# Shuswap River
Das 5200 km² große Einzugsgebiet des Shuswap River liegt im Nordosten des Okanagan Valley in British Columbia. Es handelt sich dabei um den oberen Teil des Einzugsgebietes von Shuswap Lake und South Thompson River. Der Shuswap River hat eine Länge von 185 km und einen mittleren Abfluss von 90 m³/s.

## Geographie
Der Fluss lässt sich in drei Abschnitte unterteilen:
Der Oberlauf hat seinen Ursprung am Joss Pass am nördlichen Ende der Sawtooth Range in den Monashee Mountains.
Er fließt in den Sugar Lake südöstlich des Südendes dieser Bergkette.
Der Mittellauf verlässt den Sugar Lake an dessen südlichem Ufer, fließt dann aber in nördlicher Richtung zum Mabel Lake, einem der größeren Gebirgsseen im British Columbia Interior.
Unterhalb des Mabel Lake fließt der Unterlauf des Shuswap River nach Westen zur Ortschaft Enderby am Nordende des Okanagan Corridors. Dort mündet er in den Mara Lake.
Der Mara Lake ist über einen Kanal namens Sicamous Narrows mit dem Salmon Arm des Shuswap Lake nahe Sicamous verbunden, welcher wiederum über den 3,5 km Kanal-artigen Little Shuswap River in den Little Shuswap Lake entwässert wird.
An dessen Seenufer, wo der Ort Chase liegt, fängt der Flusslauf des South Thompson River an.

## Geschichte
Der Shuswap River hat eine lange Geschichte hinsichtlich des Transports von Menschen und Gütern. Während des Frühjahrhochwassers wurden Baumstämme von Mabel Lake flussabwärts zu den vielen Sägemühlen entlang des Flussufers in Enderby, Grindrod und Mara geflößt.
Ende des 19. Jahrhunderts fuhren Raddampfer Güter und Leute von Mara Lake den Shuswap River hinauf nach Enderby und Fortune’s Landing, von wo aus diese per Postkutsche nach Okanagan Landing westlich von Vernon weitertransportiert wurden. Viele Raddampfer liefen auf den Sandbänken des Flusses auf Grund, so dass deren Vorankommen oft schleppend war. Mit der Eröffnung der Shuswap-Okanagan Railway im Jahre 1892 nahm der Raddampferverkehr auf dem Fluss rapide ab.

## Erholung
Der Shuswap River ist heute ein beliebtes Ziel für Kanuten, Kajakfahrern und zum Tubing. Die Shuswap Hut and Trail Alliance ist dabei, ein Hütten- und Wegenetz zu errichten, welches den Shuswap River-Wasserweg mit einschließt und über 280 km Bergwanderwege im Gebiet des Shuswap Lake beinhaltet. Das „Annual Kayak Rodeo“ wird jährlich Anfang Juni an den Kingfisher Rapids nahe Mabel Lake ausgetragen. Angeln ist während des jährlichen Lachszugs Ende August bis Anfang September populär.